# Cardiocondyla obscurior
Cardiocondyla obscurior es una especie de hormiga del género Cardiocondyla, tribu Crematogastrini, familia Formicidae. Fue descrita científicamente por Wheeler en 1929.
Se distribuye por islas Canarias, Seychelles, Barbados, Bermudas, Brasil, Islas Vírgenes Británicas, Costa Rica, Cuba, Guayana Francesa, Granada, Guadalupe, México, Estados Unidos, Venezuela, Israel, Líbano, Palestina, Arabia Saudita, Taiwán, Samoa, Fiyi, Guam, Micronesia e Islas Marianas del Norte. Se ha encontrado a elevaciones de hasta 1930 metros. Habita en bosques húmedos.